# Copa Internacional
A Copa Internacional, também conhecida como Copa Internacional da Europa Central, e após a Segunda Guerra Mundial com a criação da UEFA, a última edição teve o troféu chamado de Copa Dr. Gerö em homenagem ao falecido vice-presidente da entidade, e oficialmente como Coupe Internationale européenne, foi uma competição disputada entre as seleções centro-europeias Áustria, Hungria, Itália, Suíça, Tchecoslováquia, e contando com a participação da Iugoslávia na última edição do torneio. Polônia e Romênia também chegaram a participar de uma versão amadora da Copa Internacional, disputada em duas oportunidades, com as duas saindo com um título cada.
O torneio foi concebido pelo austríaco Hugo Meisl (também idealizador da Copa Mitropa, a precursora das principais competições europeias de clubes atualmente), e era disputada no sistema de "ida-e-volta", com cada seleção jogando uma partida em casa e outra na casa do adversário, ocasionando em edições que duravam mais de dois anos para serem finalizadas; com as duas últimas, ocorridas após a Segunda Guerra, levando mais de cinco anos. Com a criação da Copa das Nações Europeias de 1960, o torneio foi descontinuado.
Seis edições foram disputadas, com cinco finalizadas (a quarta foi cancelada por conta da anexação da Áustria pela Alemanha Nazista), e contou com equipes históricas de todas as seleções participantes. A Itália, vencedora das edições da Copa do Mundo de 1934 e 1938, e da Olimpíadas de 1936, é a maior vencedora do torneio, com duas edições faturadas, em 1927-1930; com a Áustria, e seu Wunderteam, faturando a edição de 1931-1932; a lendária Hungria de Ferenc Puskás (artilheiro da edição, com 10 gols), em 1948-1953; e a Tchecoslováquia, vice-campeã do mundo em 1962, vencendo a 1954-1960. Embora não tenham faturado o título, o torneio também contou com uma forte Suíça (que conquistou suas melhores colocações em Copas do Mundo, entre 1934 e 1954), e assim como uma forte Iugoslávia, finalista da edição de 1960 do torneio europeu.

## Campeões
Profissionais
- 1927–30:  Itália
- 1931–32:  Áustria
- 1933–35:  Itália
- 1936–38: A competição foi interrompida devido ao Anschluss da Áustria à Alemanha nazista em 12 de março de 1938.
- 1948–53:  Hungria
- 1955–60:  Tchecoslováquia

Amadores
- 1929–30:  Polônia
- 1933–34:  Romênia